# Flamine Falacer

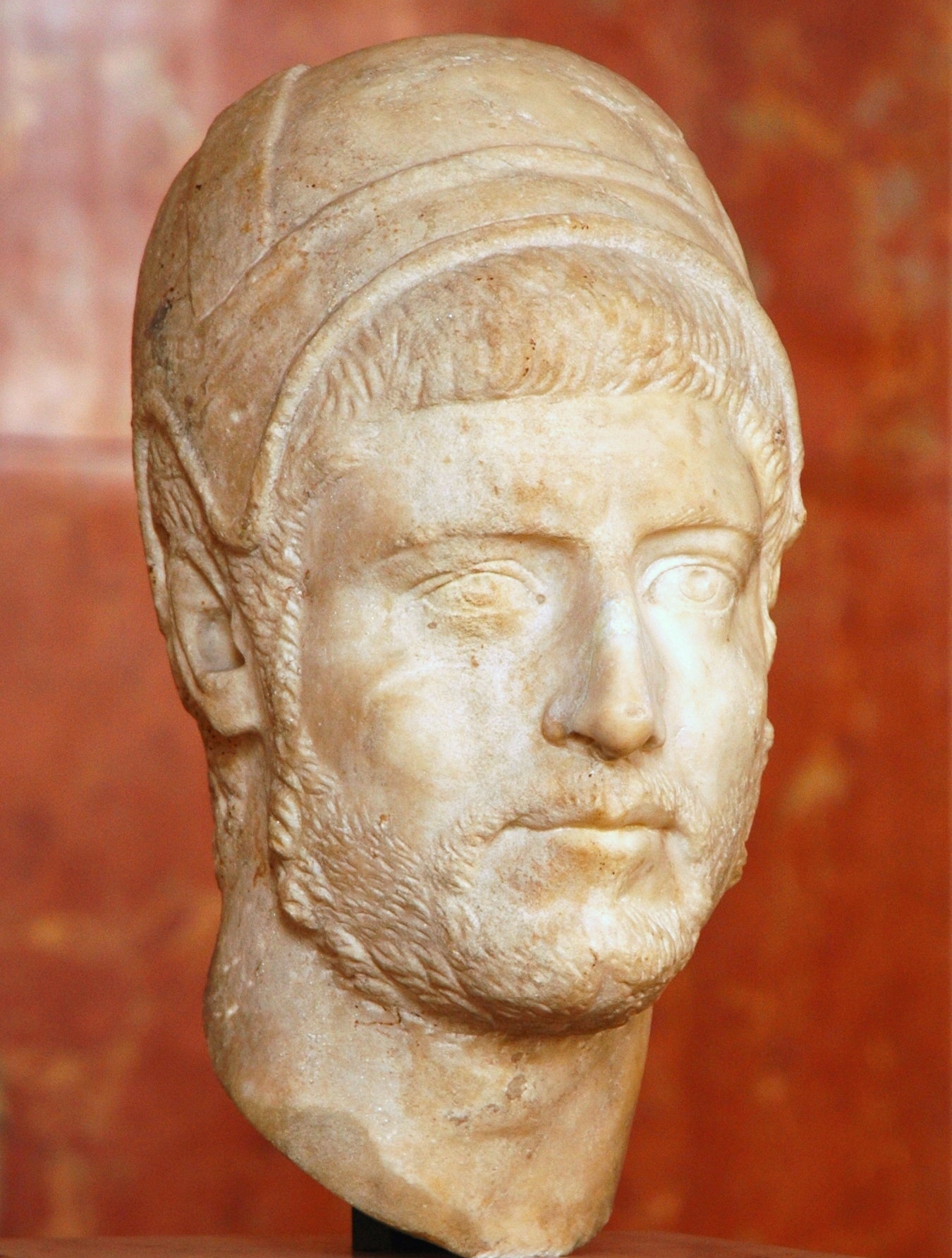
Busto di un flamine

Il flamine Falacer (latino Flamen Falacer) era il sacerdote dell'antica Roma preposto al culto di Falacer, una divinità di cui non si hanno notizie: forse un eroe divinizzato rappresentante la forza ed il coraggio.
Secondo lo studioso Andrea Carandini sarebbe una divinità arcaica protettrice delle palizzate elevate a difesa del primitivo insediamento sul Palatino.